# Carabodes jamaicaensis
Carabodes jamaicaensis är en kvalsterart som beskrevs av Tyler A. Woolley 1967. Carabodes jamaicaensis ingår i släktet Carabodes och familjen Carabodidae. Inga underarter finns listade.